# ВЛ62
ВЛ62 (до 1963 — Н62) — советский опытный электровоз переменного тока. По конструкции механической части и кузова был унифицирован с электровозом ВЛ60, но в отличие от него имел регулирование по стороне высшего напряжения (на ВЛ60 регулирование велось по стороне низшего напряжения). Также был первым из магистральных электровозов советского производства оборудован силовыми выпрямительными установками, выполненных на полупроводниковых приборах (диодах).

## Проектирование и производство
Несмотря на то, что на советских железных дорогах к началу 1960-х весьма успешно работали электровозы с выпрямительными установками, выполненными на игнитронах (например, НО и Н6О), конструкторы отчётливо понимали все недостатки таких установок: громоздкость, жидкостная система охлаждения, весьма узкий интервал рабочей температуры (около 35°C). В то же время, кремниевые выпрямители меньше размерами, имеют очень широкий диапазон рабочей температуры (до 140°C), а их высокий КПД даёт меньшую теплоотдачу, что позволяет применить воздушную систему охлаждения. К тому же они не боятся тряски и резких ускорений и замедлений.
В 1959 году Министерство путей сообщения выдало техническое задание ЭлНИИ (ныне ВЭлНИИ, находится при НЭВЗ) на разработку проекта шестиосного грузового электровоза переменного тока с полупроводниковыми (кремниевыми) выпрямителями. Согласно проекту, электровоз должен был иметь высоковольтную схему регулирования напряжения с индивидуальной системой выпрямления (на каждый двигатель свой выпрямитель). В феврале 1960 года на ЭлНИИ проект был завершён. Согласно ему, экипажная часть, тяговые двигатели, ряд вспомогательных машин и аппаратов заимствовались от ВЛ60. Также был параллельно создан проект для низковольтного регулирования, что позволило бы использовать и тяговый трансформатор (ОЦР-5600/25) от ВЛ60, а впоследствии модернизировать конструкцию последнего под кремниевые выпрямители. Существовал проект и с применением ТЭД НБ-413 на 950 В (применялся на Н8О).
В июне 1960 года были созданы 2 технических проекта, и на Новочеркасском электровозостроительном заводе было начато изготовление двух опытных электровозов, которым присвоили обозначение Н62 (новочеркасский, 62 модель, в 1963 были переименованы в ВЛ62)). В декабре 1961 года монтаж электрооборудования был завершён. В ноябре 1962 года завод передал на дороги МПС электровоз Н62-001 (ВЛ62-001), а в апреле 1963 — ВЛ62-002.

## Эксплуатация
Электровозы первоначально прошли обкатку на испытательном кольце завода, водя поезда массой 5000—6000 т. По результатам этих исследований, число параллельных ветвей в каждом плече выпрямителей было увеличено в полтора раза (с 8 до 12). В начале 1963 года электровозы были направлены в депо Кавказская Северо-Кавказской железной дороги. Электровозы довольно наглядно показали преимущество кремниевых выпрямителей, в результате чего уже в 1962 году был налажен выпуск электровозов ВЛ60 (ВЛ60к) с аналогичными установками (но с групповым выпрямлением: 1 установка на 3 двигателя), а в 1963 — и ВЛ80 (ВЛ80к). Из недостатков стоит отметить схему вентиляции, при которой в роли форкамер использовались служебные проходы, оборудование при этом прикрывалось съёмными щитами (позже такая схема будет применена и на трёх электровозах ВЛ60), при этом в коридоры попадал различный сор извне. Из-за этого, например после следования в снегопад или через песчаные пустыни, по электровозу практически становилось невозможно, либо крайне затруднительно перемещаться.
Что же до тяговых свойств, то здесь наилучшие показатели были у ВЛ62-001, так как он имел 32 экономические тяговые позиции, тогда как ВЛ62-002 — 7 экономических позиций. Однако сама схема высоковольтного регулирования на электровозах в СССР почти не применялась, лишь на импортных (Ф, К, ЧС4). Поэтому вскоре ВЛ62-001 был отправлен на завод для модернизации. К 1967 году, из-за неисправности сглаживающего реактора, был отставлен от работы и ВЛ62-002. В 1969 оба электровоза были исключены из инвентарного парка МПС.